# Tempe Pigott

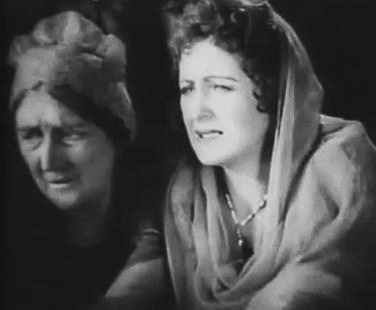
Avec Billie Dove (à d.), dans Le Pirate noir (1926)

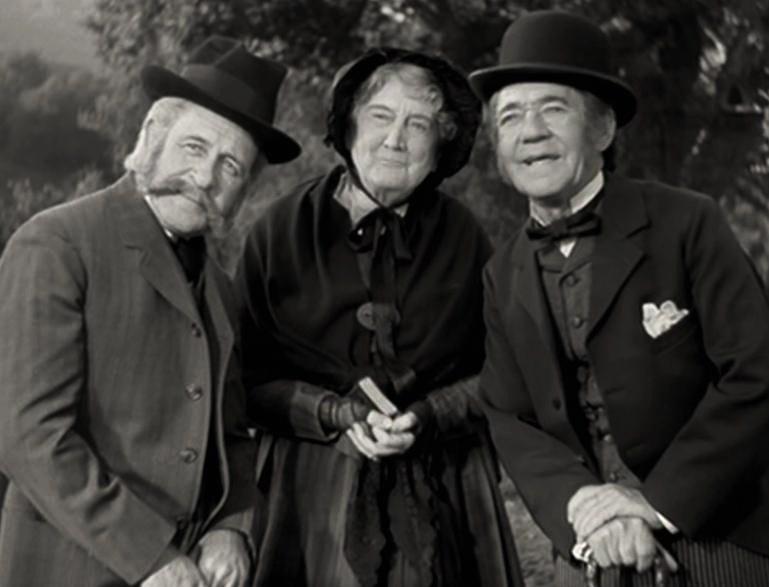
Dans Le Petit Lord Fauntleroy (1936 ; acteurs non identifiés)

Tempe Pigott est une actrice anglaise, née le 2 février 1884 à Londres (Angleterre), morte le 6 octobre 1962 à Los Angeles — Quartier de Woodland Hills (Californie).

## Biographie
Installée aux États-Unis, après une prestation au théâtre à Broadway (New York) en 1918, Tempe Pigott débute au cinéma dans The Great Impersonation de George Melford, avec James Kirkwood Sr., Winter Hall et Alan Hale, sorti en 1921. Jusqu'en 1928, elle contribue à douze autres films muets américains, dont Les Rapaces d'Erich von Stroheim (1924, avec Gibson Gowland, Zasu Pitts et Jean Hersholt) et Le Pirate noir d'Albert Parker (1926, avec Douglas Fairbanks, Billie Dove et Donald Crisp).
Après le passage au parlant, Tempe Pigott apparaît encore dans soixante films américains (où elle tient parfois des petits rôles non crédités), le dernier étant Tempête sur la colline de Douglas Sirk, avec Claudette Colbert, Ann Blyth et Robert Douglas, sorti en 1951. Mentionnons également Docteur Jekyll et M. Hyde de Rouben Mamoulian (version de 1931, avec Fredric March, Miriam Hopkins et Rose Hobart), Doctor Bull de John Ford (1933, avec Will Rogers et Marian Nixon), La Femme et le Pantin de Josef von Sternberg (1935, avec Marlène Dietrich et Lionel Atwill), ou encore Une femme cherche son destin d'Irving Rapper (1942, avec Bette Davis, Paul Henreid et Claude Rains).

## Théâtre à Broadway
- 1918 : Perkins de Douglas Murray, avec Ruth Chatterton

## Filmographie partielle
- 1921 : The Great Impersonation de George Melford
- 1922 : The Woman Who Walked Alone de George Melford
- 1923 : Cruel Sacrifice (The Rustle of Silk) de Herbert Brenon
- 1924 : Les Rapaces (Greed) de Erich von Stroheim
- 1924 : The Dawn of a Tomorrow de George Melford
- 1925 : Un grand timide (The Narrow Street) de William Beaudine
- 1926 : Le Pirate noir (The Black Pirate) de Albert Parker
- 1926 : The Midnight Kiss de Irving Cummings
- 1926 : Le Baiser de minuit (The Midnight Kiss) de Irving Cummings
- 1927 : Compromettez-moi (Silk Stockings) de Wesley Ruggles
- 1928 : Wallflowers de James Leo Meehan
- 1930 : Seven Days' Leave de Richard Wallace
- 1931 : Docteur Jekyll et M. Hyde (Doctor Jekyll and Mr. Hyde) de Rouben Mamoulian
- 1932 : Double assassinat dans la rue Morgue (Murders in the Rue Morgue) de Robert Florey
- 1932 : Almost Married (en) de William Cameron Menzies
- 1932 : La Ruée (American Madness) de Frank Capra
- 1933 : If I Were Free de Elliott Nugent
- 1933 : Doctor Bull de John Ford
- 1933 : A Study in Scarlet de Edwin L. Marin
- 1933 : Cavalcade de Frank Lloyd
- 1933 : Oliver Twist de William J. Cowen
- 1933 : Man of the Forest de Henry Hathaway
- 1934 : L'Emprise (Of Human Bondage) de John Cromwell
- 1934 : Long Lost Father de Ernest B. Schoedsack
- 1934 : One More River de James Whale
- 1935 : La Fiancée de Frankenstein (The Bride of Frankenstein) de James Whale
- 1935 : La Femme et le Pantin (The Devil Is a Woman) de Josef von Sternberg
- 1935 : Calm Yourself de George B. Seitz
- 1935 : Becky Sharp de Rouben Mamoulian
- 1935 : Le Marquis de Saint-Évremont (A Tale of Two Cities) de Jack Conway
- 1936 : L'Ange blanc (The White Angel) de William Dieterle
- 1936 : Le Petit Lord Fauntleroy (Little Lord Fauntleroy) de John Cromwell
- 1936 : Who's Looney Now de Leslie Goodwins
- 1938 : La Coqueluche de Paris (The Rage of Paris) de Henry Koster
- 1939 : Quasimodo (The Hunchback of Notre Dame) de William Dieterle
- 1940 : Le Gangster de Chicago (The Earl of Chicago) de Richard Thorpe et Victor Saville
- 1941 : Shining Victory de Irving Rapper
- 1942 : Une femme cherche son destin (Now, Voyager) de Irving Rapper
- 1943 : Jane Eyre (Jane Eyre) de Robert Stevenson
- 1944 : Une heure avant l'aube de Frank Tuttle
- 1945 : La Duchesse des bas-fonds (Kitty) de Mitchell Leisen
- 1947 : Ambre (Forever Amber) de Otto Preminger
- 1949 : L'Éventail de Lady Windermere (The Fan) de Otto Preminger
- 1951 : Tempête sur la colline (Thunder on the Hill) de Douglas Sirk